# Siergiej Nakariakow
Siergiej Michajłowicz Nakariakow, ros. Серге́й Михайлович Накаряков (ur. 10 maja 1977 w Gorkim) – rosyjski wirtuoz trąbki.

## Życiorys
Nakariakow rozpoczął naukę gry na fortepianie w wieku 6 lat, lecz po wypadku, który wydarzył się w roku 1986 pojawiły się problemy w kontynuowaniu nauki gry. Z pomocą ojca rozpoczął wówczas naukę gry na trąbce osiągając w krótkim czasie wysoki poziom sprawności technicznej.
W wieku 13 lat został okrzyknięty „Paganinim trąbki” i osiągnął sukces na festiwalu w Korsholm, w Finlandii.
W latach 1991–1992 brał udział w takich festiwalach jak:
- 1991 – Ivo Pogorelich Festival w Baden Wörishofen (Niemcy), gdzie nazwano go „czarodziejem trąbki”;
- 1991 – Salzburgerfestspiele w Salzburgu, Austria.
- 1992 – Schleswig-Holstein Musikfestival (nagroda Prix Davidoff), po którym nagrał swój pierwszy album (w wieku 15 lat) z utworami Ravela, Gershwina i „Wariacjami na temat Karnawału Weneckiego” J.-B. Arbana.

Później występował na wszystkich najważniejszych festiwalach europejskich: Menton, Strasburg, Tours, Cannes, etc., często występuje ze swoją siostrą Wierą Ochotnikową, pianistką.
Odbywa regularne tournée po całym świecie, współpracując z najlepszymi orkiestrami (jak Orkiestra Teatru Kirowa z Petersburga, English Chamber Orchestra, Koninklijk Concertgebouworkest z Amsterdamu, Orquesta Sinfónica de Madrid, Philharmonia Orchestra di Londra, etc.) i dyrygentami takimi jak Kent Nagano, Heinrich Schiff, E. Krivine, Jesús López Cobos, P. Bender, J. Judd, H. Griffiths, G. Navarro, W. Spiwakow, Jurij Baszmiet, Tamás Vásáry, Raymond Leppard, Władimir Aszkenazi.
Od roku 1992 współpracuje z TELDEC CLASSIC.
Kilkakrotnie odwiedził Polskę (Gdańsk, Poznań).

## Rejestracje utworów
- A. Arutiunian: Koncert na trąbkę (15'52");
- G. Gershwin: Błękitna rapsodia (12'00");
- P. Czajkowski: Wariacje na tematy rococo, przeznaczone na wiolonczelę, transkrypcja na flugelhorn (18'40");
- J. Haydn: Koncert C-dur, Hob. Vllb-l, transkrypcja koncertu wiolonczelowego (23'00");
- W.A. Mozart: Koncert in B-dur, KV 191, transkrypcja koncertu fagotowego (19'00");
- J. Haydn: Koncert na trabkę Es-dur, H.Ville/1 (15'00");
- F.A. Hoffmeister: Koncert D-dur, transkrypcja koncertu altówkowego (17'00");
- J.N. Hummel: Koncert na trąbkę Es-dur (17'00");
- J.B. Neruda: Koncert na trąbkę Es-dur (15'12").

## Używane instrumenty
- Courtois 303R Trąbka B.
- Courtois 156R „Nakariakov” flugelhorn.